# Снежинск
Снежинск (рус. Снежинск) је затворени град у Русији у Чељабинској области. Према попису становништва из 2010. у граду је живело 48.896 становника.

## Становништво
Према прелиминарним подацима са пописа, у граду је 2010. живело 48.896 становника, 1.555 (3,08%) мање него 2002.
| 2002.  | 2010.  |
| ------ | ------ |
| 50.451 | 48.810 |